# 악토버 (음악가)
악토버(October) (1995년 2월 3일 ~)은 대한민국의 뉴 에이지 피아노 연주자이자 작곡가이다. 2006년부터 많은 악기에 관심을 갖고 연주를 하였으며 작곡을 시작하였다고 한다.

## 생애
대한민국 서울에서 태어나, 유치원 때 처음 피아노를 배우기 시작했다. 초등학교 4학년 때 통기타를 독학한 것을 계기로 여러 악기에 관심을 갖게되고, 틈틈이 시간이 날 때마다 곡들을 작곡, 2008년 디지털싱글 '시월愛 '을 낸 것을 계기로 뉴에이지 피아노 작곡가로 데뷔하게 되었다.

2020년 8월 현재 2층짜리 저택에 살고있으며(2층에 home gym을 꾸밈) 종종 새벽에 유튜브 라이브 방송으로 팬들과 소통한다. 최근 워너뮤직과 계약을 했다고 밝힌바 있다. 한국 피아노 아티스트들을 모아 전세계에 알리기 위해 레이블 keysmoa를 설립하여 8명의 아티스트들의 곡이 담긴 앨범 <Piano society.1>을 발매, 지속적으로 시리즈를 발매하고있다. 참여 아티스트들의 음악 뮤직비디오를 직접 하나하나 제작하여, 본인 유튜브 채널에서 홍보를 해주고있다.

## 음반 목록

### 정규 음반
- A GOOD YEAR (2013년 2월) - 신곡과 더불어 이전의 디지털싱글에서 발매하였던 대표곡들과 인기곡들을 리마스터링하여 한층더 퀄리티를 높였다.

### 디지털 싱글
- 시월愛
- Recollection
- 동화 (冬話)
- Hallucination
- Fleur
- 더 사일런트 로드 (The Silent Road)